# Hörby landsfiskalsdistrikt
Hörby landsfiskalsdistrikt var 1918–1964 ett landsfiskalsdistrikt i Malmöhus län, bildat när Sveriges indelning i landsfiskalsdistrikt trädde i kraft den 1 januari 1918, enligt beslut den 7 september 1917. Den 1 januari 1965 avskaffades i Sverige samtliga landsfiskaler och landsfiskalsdistrikt, och deras arbetsuppgifter delades upp på de nyskapade indelningarna polisdistrikt, åklagardistrikt och kronofogdedistrikt.
Landsfiskalsdistriktet låg under länsstyrelsen i Malmöhus län.

## Ingående områden
När Sveriges nya indelning i landsfiskalsdistrikt trädde i kraft den 1 oktober 1941 (enligt kungörelsen den 28 juni 1941) tillfördes kommunerna Hammarlunda, Harlösa och Högseröd från det upplösta Löberöds landsfiskalsdistrikt. När Sveriges nya indelning i landsfiskalsdistrikt trädde i kraft den 1 januari 1952 (enligt kungörelsen 1 juni 1951) ändrades distriktets indelning dels genom kommunreformen 1952, dels genom överförande av områden till och från närliggande distrikt.

### Från 1918
Frosta härad:
- Hörby köping
- Hörby landskommun
- Lyby landskommun
- Svensköps landskommun
- Äspinge landskommun
- Östra Sallerups landskommun

### Från 1 oktober 1941
Frosta härad:
- Hammarlunda landskommun
- Harlösa landskommun
- Högseröds landskommun
- Hörby köping
- Hörby landskommun
- Lyby landskommun
- Svensköps landskommun
- Äspinge landskommun
- Östra Sallerups landskommun

### Från 1 januari 1952
- Hörby köping
- Långaröds landskommun
- Löberöds landskommun
- Östra Frosta landskommun